# Sarothrias pacificus
Sarothrias pacificus är en skalbaggsart som beskrevs av Stanislaw Adam Ślipiński och Ivan Löbl 1995. Sarothrias pacificus ingår i släktet Sarothrias och familjen Jacobsoniidae. Inga underarter finns listade i Catalogue of Life.